# Samuele Cerro

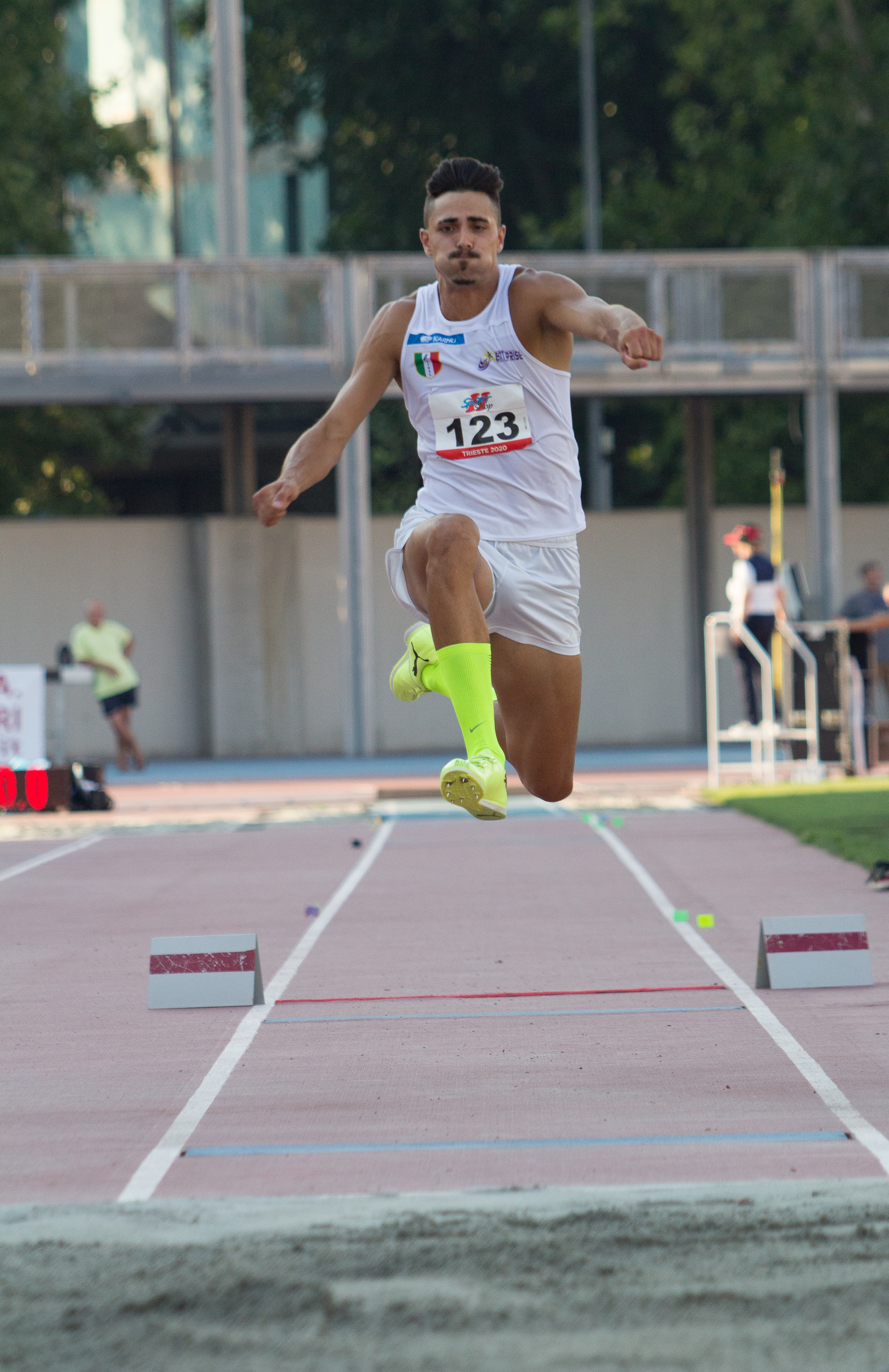
Samuele Cerro in Triest, Italien (2020)

Samuele Cerro (* 21. März 1995 in Pontecorvo) ist ein italienischer Dreispringer.

## Sportliche Laufbahn
Erste internationale Erfahrungen sammelte Samuele Cerro bei den U23-Europameisterschaften 2017 in Bydgoszcz, bei denen er mit einer Weite von 15,97 m den siebten Platz belegte. 2019 nahm er an der Sommer-Universiade in Neapel teil und erreichte dort mit 16,25 m Rang sechs.
2019 wurde Cerro italienischer Meister im Dreisprung im Freien.

## Persönliche Bestleistungen
- Dreisprung: 16,59 m (+1,5 m/s), 11. Mai 2019 in Agropoli
  - Dreisprung (Halle): 16,47 m, 23. Februar 2020 in Ancona